# Юн Джегюн
Юн Джегюн (кор. 윤제균, р.14 мая 1969) — южнокорейский кинорежиссёр и продюсер, лауреат престижных кинопремий.

## Биография
Родился в 1969 году в Пусане. Работал в рекламной компании. В 1998 году во время азиатского экономического кризиса находясь в вынужденном неоплачиваемом отпуске написал свой первый киносценарий «Медовый месяц» (신혼여행) получивший приз на конкурсе. Три года Юн Джегюн совмещал работу в рекламе с написанием сценариев для кино, пока продюсер фильма «Мой босс, мой герой» не пригласил его в качестве режиссёра. Комедия «Мой босс, мой герой» вышла в 2001-м году и пользовалась успехом, собрав больше трёх миллионов зрителей. В 2002-м Юн Джегюн поставил секс-комедию «Секс по нолям» оказавшеюся ещё более успешной. В главной женской роли в этом фильме снялась известная корейская актриса Ха Дживон с участием которой Юн Джегюн снял ещё два своих фильма: «Чудо на первой улице»(2007) о женщине занимающейся боксом и «Хэундэ»(2009). Комедийный фильм-катастрофа «Хэундэ» вышел в России на DVD и демонстрировался по телевидению под названием «2012: Цунами». Этот фильм посмотрело в Корее больше десяти миллионов зрителей. Хэундэ — это название пляжной береговой полосы в Пусане.
Его последний на июль 2017-го фильм «Международный рынок» (국제시장) с участием Хван Чомина и Ким Юджин. Режиссёр посвятил его своим родителям. Английское название: «Хвалебная песнь моему отцу» (Ode to my father). Это второй по кассовым сборам корейский фильм, его посмотрело более 14-ти миллионов зрителей.
В 2017-м году Юн Джегюн стал гостем 39-го Московского кинофестиваля в рамках которого прошёл показ ретроспективы его режиссёрских и продюсерских работ. Центральной картиной стал фильм «Международный рынок» демонстрировавшийся под названием «Ода моему отцу». Также была показана его последняя продюсерская работа комедийный боевик «Сотрудничество» показанный под названием «Кооперация».
Для работ Юн Джегюна характерно большое количество комедийных элементов вне зависимости от содержания фильма. По его словам, любую историю можно рассказать с юмором, что делает её только интересней.

## Фильмография

### Режиссёр
| Год  | Оригинальное название | Русское название    | Комментарий |
| ---- | --------------------- | ------------------- | --- |
| 2001 | 두사부일체            | Мой босс, мой герой | |
| 2002 | 색즉시공              | Секса круглый ноль  | |
| 2007 | 1번가의 기적          |                     | |
| 2009 | 해운대                | 2012: Цунами        | Премия «Пусан Ильбо» за лучшую режиссуру (2009), премия Южнокорейской ассоциации кинорежиссёров «Лучшему продюсеру» (2009), главный приз Пэксанской премии в области искусства (2010) |
| 2014 | 국제시장              | Ода моему отцу      | Премия «Большой колокол» за лучшую режиссуру (2015) |

### Продюсер
| Год  | Оригинальное название | Русское название     | Режиссёр | Комментарий |
| ---- | --------------------- | -------------------- | -------- | ----------- |
| 2007 | 색즉시공 2            | Секса круглый ноль 2 |          |             |
| 2011 | 7광구                 | Сектор 7             |          |             |
| 2012 | 댄싱퀸                |                      |          |             |